# Буди, Пьетер
Пьетер Буди (алб. Pjetër Budi; итал. Pietro Budi; 1566 ― декабрь 1622) ― албанский писатель, епископ Сапы и автор четырёх религиозных работ на албанском языке.
Считается деятелем албанского освободительного движения, стремившимся к освобождению своей страны от османского ига, пытавшимся привлечь к своему делу Святой Престол и европейские государства, выступавшим за «албанизацию» католической церкви в Албании посредством комплектации церковных должностей за счёт местных уроженцев и переводившим произведения духовной литературы на албанский язык.

## Биография

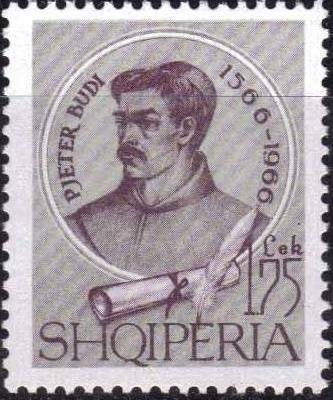
Почтовая марка Албании, посвящённая Пьетеру Буди, 1966

Буди родился в Гур-и-Бардхе, что в нынешнем муниципалитете Мат. Является заметной фигурой в истории литературы Албании. В дополнение к своей политической и религиозной деятельности, он опубликовал четыре книги на албанском языке, что было редкостью для того времени, и был первым албанским писателем, опубликовавшим значительное количество стихов на албанском языке, общим объёмом около 3300 строк.
Он готовился к священству в иллирийском колледже Лоретто, который находился к югу от Анконы в Италии, где учились многие известные албанцы и далматины. В возрасте 21 года он был рукоположён в католические священники и сразу же был направлен в Македонию и Косово, которые в то время входили в состав церковной провинции Сербии, находившейся под юрисдикцией архиепископа Антивара. Там он служил в различных приходах в течение первых 12 лет. В 1610 году он был упомянут как каплан в Скопье и в 1647 году ― как каплан Прокуполья.
В Косово Буди познакомился с францисканскими католиками из Боснии. Эти связи оказались плодотворными в последующие годы в его политических усилиях по поддержке албанского сопротивления администрации Османской империи. В 1599 году Буди был назначен генеральным викарием (Vicario generale) Сербии и занимал этот пост в течение 17 лет.
Как представитель католической церкви на Балканах, оккупированных Турцией, он жил и работал в напряжённой обстановке. Его церковное положение во многом было лишь прикрытием его политических устремлений. В 1616 году он отправился в Рим, где проживал до 1618 года, чтобы следить за публикацией своих работ. В реляции кардиналу Маркантонио Гоццадини представил план албанского восстания против Османской империи, однако ожидаемой помощи не получил.
20 июля 1621 года он стал епископом Сапы и Сарды (то есть области Задрима на севере Албании) и вернулся в Албанию в следующем году. 22 августа 1621 года он был рукоположён в сан епископа Оттавио Бандини, кардиналом-епископом Палестрины. Лука Алеманни, почётный епископом Вольтерры и Джованни Антонио Санторио, епископ Поликастро, служили соконсекраторами.
В декабре 1622 года, незадолго до Рождества, он утонул при переходе через реку Дрин.